# Clara Orriols i Miró
Clara Orriols i Miró (11 d'octubre de 1984) és una jugadora d'escacs catalana. Tot i que no està en actiu, a la llista d'Elo de la FIDE del març de 2016, hi tenia un Elo de 2010 punts. És membre del Club Escacs Tres Peons. Els anys 2000 i 2008 fou campiona de Catalunya femení, i subcampiona en els anys 2002 i 2003. L'any 2001 va quedar tercera al campionat d'Espanya